# 2389 Dibaj
2389 Dibaj eller 1977 QC1 är en asteroid i huvudbältet som upptäcktes den 19 augusti 1977 av den rysk-sovjetiske astronomen Nikolaj Tjernych vid Krims astrofysiska observatorium på Krim. Den har fått sitt namn efter Ernest Apushevich Dibaj.
Asteroiden har en diameter på ungefär 5 kilometer.